# Gabella (Siena)

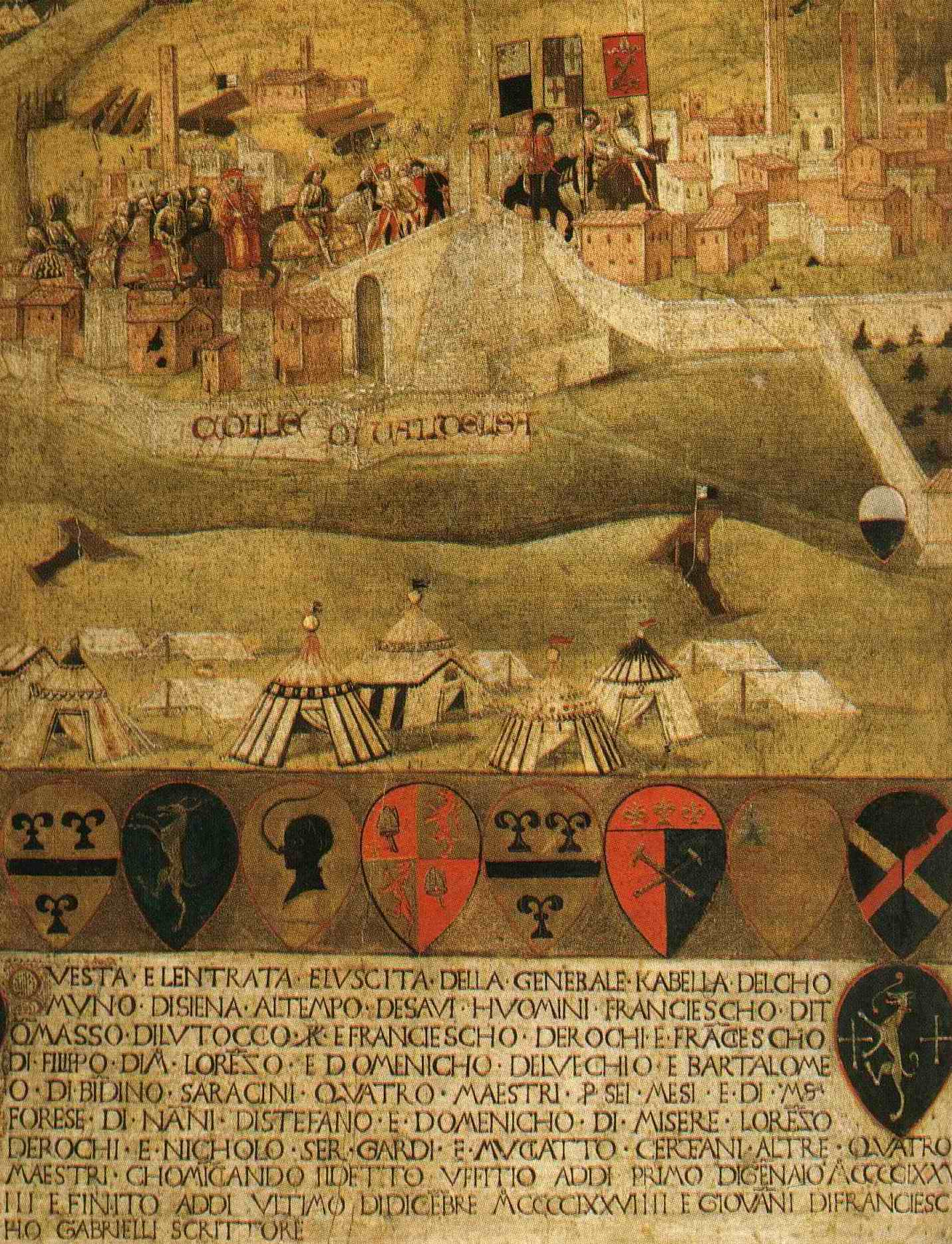
Tavola di Gabella del 1479 raffigurante l'Assedio di Colle di Val d'Elsa

La Gabella era l'ufficio a cui spettava l'esazione di tutti i proventi dello Stato, durante la Repubblica di Siena.

## Storia e descrizione
L'Ufficio di Gabella era costituito da un giudice, tre ufficiali chiamati Esecutori di Gabella, ed un camerlengo, che restavano in carica per un semestre. Secondo la tradizione senese, anche nella Gabella era in uso far dipingere delle tavolette di legno per le copertine dei registri dell'amministrazione, come nell'Ufficio di Biccherna.